# Liste der Monuments historiques in Saint-Sulpice (Ain)
Die Liste der Monuments historiques in Saint-Sulpice (Ain) führt die Monuments historiques in der französischen Gemeinde Saint-Sulpice auf.

## Liste der Bauwerke
| Bezeichnung                    | Beschreibung | Standort                  | Kennzeichnung | Schutzstatus | Datum | Bild           |
| ------------------------------ | ------------ | ------------------------- | ------------- | ------------ | ----- | -------------- |
| Ferme des Broguets (Bauernhof) |              | Chemin de Ravellin (Lage) | PA00116568    | Classé       | 1931  | weitere Bilder |
| Ferme du Colombier (Bauernhof) |              | Route de la Mairie (Lage) | PA00116569    | Classé       | 1930  | weitere Bilder |

## Liste der Objekte
- Monuments historiques (Objekte) in Saint-Sulpice (Ain) in der Base Palissy des französischen Kultusministeriums